# Golda Rosheuvel
Golda Rosheuvel (Guyana, 2 maggio 1970) è un'attrice guyanese naturalizzata britannica.

## Biografia
Golda Rosheuvel è nata nella Guyana, da padre guyanese e madre britannica; ha un fratello. Nel 1977 si è trasferita nel Regno Unito e ha studiato recitazione. Ha fatto il suo debutto nel West End londinese negli anni novanta e da allora ha recitato in numerosi musical e opere teatrali, tra cui Jesus Christ Superstar (1998), South Pacific (National Theatre, 2001), Macbeth nel ruolo di Lady Macbeth (Regent's Park Open Air Theatre, 2010), Porgy and Bess (Regent's Park Open Air Theatre, 2014), Elettra con Kristin Scott Thomas (Old Vic, 2014) e Romeo e Giulietta (Globe Theatre, 2017).
L'attrice è un membro della Royal Shakespeare Company, con cui ha ricoperto importanti ruoli del repertorio shakespeariano recitando, tra gli altri, in Antonio e Cleopatra (2006), Giulio Cesare (2006) e La tempesta (2007). Nel 2020 ha interpretato la regina Carlotta di Meclemburgo-Strelitz nella serie TV di Netflix Bridgerton. Nel 2024 interpreta Jocelyn nell'episodio "La stazione spaziale dei bambini" di Doctor Who.
Golda Rosheuvel è dichiaratamente lesbica ed è sposata con la scrittrice Shireen Mula. È una mecenate dell'An Tobar and Mull Theatre, un centro creativo multiforme d'arte sull'isola di Mull nelle Ebridi.

## Filmografia parziale

### Cinema
- Lady Macbeth, regia di William Oldroyd (2016)
- Dune (Dune: Part One), regia di Denis Villeneuve (2021)
- This Time Nex Year - Cosa fai a Capodanno? (This Time Next Year), regia di Nick Moore (2024)

### Televisione
- Great Performances - serie TV, 1 episodio (2000)
- Metropolitan Police - serie TV, 1 episodio (2005)
- Casualty - serie TV, 1 episodio (2006)
- Torchwood - serie TV, 2 episodi (2008)
- Testimoni silenziosi (Silent Witness) - serie TV, 4 episodi (2008-2019)
- Luther - serie TV, 1 episodio (2011)
- Holby City - serie TV, 2 episodi (2011-2012)
- Coronation Street - serie TV, 2 episodi (2012)
- EastEnders - serie TV, 1 episodio (2015)
- Bridgerton - serie TV, 21 episodi (2020-in corso)
- Delitti in Paradiso (Death in Paradise) - serie TV, episodio 10x02 (2021)
- La regina Carlotta: Una storia di Bridgerton (Queen Charlotte: A Bridgerton Story) - miniserie TV, 6 episodi (2023)
- Doctor Who - serie TV, 1 episodio (2024)

### Doppiaggio
- Orion e il Buio (Orion and the Dark), regia di Sean Charmatz (2024)

## Doppiatrici italiane
Nelle versioni in italiano delle opere in cui ha recitato, Golda Rosheuvel è stata doppiata da:
- Barbara Castracane in Bridgerton, La regina Carlotta: Una storia di Bridgerton
- Fabrizia Castagnoli in Lady Macbeth
- Laura Romano in Doctor Who
- Chiara Colizzi in This Time Next Year - Cosa fai a Capodanno?

Da doppiatrice è sostituita da:
- Barbara Castracane in Orion e il Buio